# Omar López Mato
Omar López Mato (Buenos Aires, 26 de agosto de 1956) es un médico oftalmólogo, cirujano, investigador y escritor de temas históricos. Lleva publicados más de 20 libros y numerosos artículos periodísticos.

## Biografía
Omar López Mato es un médico oftalmólogo argentino y escritor e investigador de temas históricos y de historia del arte.
Nacido en Buenos Aires en 1956, se recibió de médico con Medalla de Oro (Premio Villamil). Fue director por más de 30 años del centro especializado en oftalmología de alta complejidad, el Instituto de la Visión (Bs As. Argentina). Nombrado Personalidad Destacada por la Trayectoria por el Consejo Argentino de Oftalmología (CAO) y Presidente Honorario del Congreso Nacional de Oftalmología 20265 (CNO25). Es miembro de la Academia Argentina de Artes y Ciencias de la Comunicación.
Entre sus libros se encuentran: Ciudad de Ángeles: Historia del Cementerio de la Recoleta (libro galardonado por la Cámara Argentina de Publicaciones en las Categorías de Arte y Arquitectura y en la Categoría General (2001-2002) así como también declarado de Interés Cultural por la Secretaría de Cultura del Gobierno de la Ciudad de Bs. As.), Males de Artista, Monstruos como nosotros, La Patria enferma, "Ángeles de Buenos Aires: Historia de los cementerios de la Chacarita, Alemán y Británico", la serie Detrás de las Pinturas (Desnudo de Mujer, Cuadros Clínicos, La Marea de los Tiempos, etc.), Artigas: Un héroe de las dos orillas, La Patria Posible, Iatros, Ringo & Joe: Dos vidas que se cruzaron Ciencia y Mitos en la Alemania de Hitler, Francisco Borges, el inútil coraje, Alicia en el país de Alicia, El general y el almirante: Historia de la conflictiva relación entre José de San Martín y Thomas Cochrane, entre otros. Muchos de sus libros fueron editados en Uruguay, España e Italia. 
Es columnista del diario La Prensa, además de colaborador de varias publicaciones como Todo es Historia, Clarín, Perfil, Infobae, La Nación, El País (Uruguay), El Observador (Uruguay), etc. 
Fue conductor de los programas radiales Hablemos de Historia (desde 2006 a 2009), Historias para ver y Tenemos Historia (junto a Emilio Perina); de la serie televisiva de Males de Artistas y los programas Ojo Clínico y 80 pulsaciones.

Además, es el fundador de la plataforma HISTORIAHOY.

## Obras
- 1874, la Revolución olvidada (ISBN 987-95150-1-3).
- Caseros, las vísperas del fin (ISBN 987-95150-4-8).
- Ciudad de ángeles, historia del Cementerio de la Recoleta (ISBN 987-43-3536-X).
- Males de artistas, enfermedad y creación (ISBN 987-95150-5-6).
- Animalitos de Dios (ISBN 978-987-9515-0).
- Viviendo en el país de nunca jamás (ISBN 978-987-23864-1-2).
- Desnudo de mujer (ISBN 987-987-1555-00-0).
- Monstruos como nosotros (ISBN 978-950-07-3008-2).
- Después del entierro (ISBN 978-950-07-2907-9).
- Días de gloria: vida y muerte del Fraile Aldao (ISBN 978-950-07-3147-8).
- La Patria enferma (ISBN 978-950-07-3251-2).
- Sin mañana: Historia del sitio de Buenos Aires (ISBN 978-987-1555-16-1).
- Ángeles de Buenos Aires: historia de los Cementerios de la Chacarita, Alemán y Británico (ISBN 978-987-1555-18-5).
- Artigas: un héroe de las dos orillas (ISBN 978-950-0206-45-7)
- Cuadros clínicos: arte y enfermedad (ISBN 978-987-1555-33-8).
- La Patria posible: el general Fructuoso Rivera y las guerras civiles argentinas (ISBN 987-1555-39-0).
- Bestiario dei tempi moderni. Storie incredibili ma vere di animali straordinari (ISBN 8862881819)
- Storia dei freak. Mostri come noi (ISBN 978-8862881302)
- Viaggi postumi: Avventure post-mortem dei personaggi illustri (ISBN 978-8862881609)
- La Marea de los Tiempos: Arte y Política (ISBN 978-987-1555-51-2).
- CRIATURAS DEL SEÑOR" (Edición España)
- El desastre de San Calá: Entre la nada y el dolor (ISBN 978-987-1555-55-0).
- Ringo y Joe (ISBN 978-987-1555-60-4).
- Iatros: Historias de médicos, charlatanes y algunos tipos con ingenio (ISBN 978-987-1555-69-7).
- CIENCIA Y MITOS EN LA ALEMANIA DE HITLER (ISBN 978-950-1561-82-1).
- FIERITA. Una historia de la marginalidad (ISBN 978-987-1555-82-6).
- TRAYECTOS PÓSTUMOS: A veces la muerte no es el final, sino el comienzo de la historia (ISBN 978-987-1555-87-1).
- EL GENERAL Y EL ALMIRANTE: Historia de la conflictiva relación entre José de San Martín y Thomas Cochrane (ISBN 978-987-1555-92-5).
- Francisco Borges, el inútil coraje
- RINGO&JOE: The boxer and the pimp
- Ciudad de ángeles/City of Angels (ISBN 9789500212311).
- Ciencia nazi: La historia de los científicos que trabajaron para Hitler (ISBN 9789500213820).